# Voksenunderviseruddannelsen
Voksenunderviseruddannelsen (VUU) er en et-årig fuldtidsuddannelse af almen pædagogisk karakter (svarende til 60 ETCS). Uddannelsen kan også gennemføres over 2 år på deltid. 
Sigtet med uddannelsen er at kvalificere nuværende og kommende undervisere af voksne.
Uddannelsen blev etableret i 1995 og er opbygget i fem temablokke
- Voksenpædagogik
- Sociologi
- Praktik
- Psykologi
- Forsøgs- og udviklingsarbejde

Uddannelsen kvalificerer bredt, hvilket også ses på deltagerkredsen, der er: Akademikere, faglærte, skoleledere, konsulenter, projektledere, vejledere, coachere, kursusudviklere og formidlere herunder også personer, der tit holder foredrag.